# Forsthaus Paulsborn

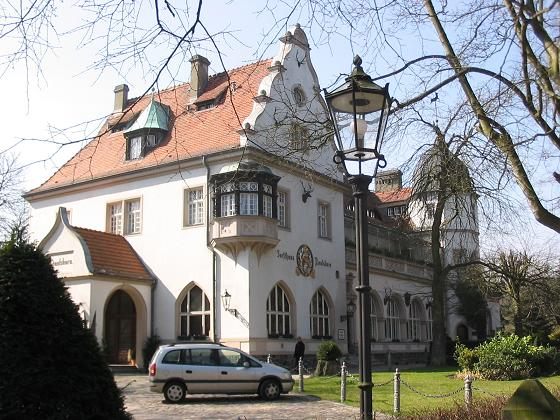
Forsthaus Paulsborn

Das Forsthaus Paulsborn ist ein historisches Gebäude in Berlin-Dahlem.

## Geschichte
Ursprünglich war es ein einfaches Forst- bzw. Jagdhaus, das nach 1900 umfangreich umgebaut wurde.
Bereits Ende des 19. Jahrhunderts wurde das im Grunewald gelegene Gebäude auch als Restaurant genutzt.
1871 hatte  Kaiser Wilhelm I. das neue Gasthaus feierlich eröffnet. Auch andere Regierungsmitglieder erholten sich hier – ein Schild an einem Stuhl soll darauf hingewiesen haben, dass sich Fürst Bismarck bei seinem letzten Besuch dort ausgeruht hatte.
Kaiser Wilhelm II. soll in dem Haus Stammgast gewesen sein.
In etlichen Fontane-Romanen taucht das Forsthaus auf.
1905 erhielt Paulsborn den heute noch bestehenden Gaststättenbau im Stil prächtiger Neorenaissance mit vielen Anspielungen auf das unweit gelegene Jagdschloss Grunewald.

## Heutige Situation
Antike Gemälde, bleiverglaste Fenster, Säulen und Geweihlampen vermitteln eine nostalgische Atmosphäre.